# Ovidio Messa
Mario Ovidio Donacio Messa Soruco (Yacuiba, 12 de dezembro de 1952 – Alicante, 27 de julho de 2017), conhecido apenas como Ovidio Messa, foi um futebolista e treinador de futebol boliviano que atuava como volante.

## Carreira
Jogou nas categorias de base do Petrolero de Cochabamba em paralelo com seus estudos secundários, atuando profissionalmente por Chaco Petrolero, Bolívar, Oriente Petrolero e The Strongest em seu país, além de ter vestido as camisas de Guaraní e Libertad no Paraguai. Uma séria lesão no joelho forçou Messa a encerrar a carreira em 1986.
Virou treinador em 1989, comandando o Always Ready. Passou ainda por Bolívar, San José, Independiente Petrolero, Oriente Petrolero e Jorge Wilstermann, além da Seleção Boliviana, em 1999 (como interino) e entre 2005 e 2006. Após deixar o futebol, mudou-se para Alicante, na Espanha.

## Carreira internacional
Pela Seleção Boliviana, Messa disputou 37 jogos entre 1972 e 1983, marcando 8 gols. Estreou por La Verde durante a Taça Independência, competição promovida para comemorar os 150 anos da independência do Brasil.
Esteve em 3 edições da Copa América (1975, 1979 e 1983).

## Morte
Faleceu em 27 de julho de 2017, devido a um câncer no pâncreas.

## Títulos
The Strongest
- Campeonato Boliviano: 1986

Chaco Petrolero
- Copa Simón Bolívar: 1970

Bolívar
- Campeonato Boliviano: 1976